# ألبرت باين
ألبرت باين (بالإنجليزية: Albert Payne)‏ (26 يونيو 1885 بليستر في المملكة المتحدة - 7 مايو 1908) هو لاعب كريكت بريطاني (وحمل سابقاً جنسية المملكة المتحدة لبريطانيا العظمى وأيرلندا). لعب مع نادي مقاطعة ليسترشاير للكريكت ‏.

## وصلات خارجية
- ألبرت باين على موقع إي آس بي آن كريك إنفو (الإنجليزية)